# 2006년 부천국제판타스틱영화제
제10회 부천국제판타스틱영화제는 2006년 7월에 개최된 영화제이다. 시민회관 대강당, 부천시청 대강당, 복사골문화센터에서 개최되었으며 사회자는 공형진이다.

## 수상 및 후보

### 작품상(장편)
- 아담스 애플 - 앤더스 토머스 옌센 수상

### 여우주연상(장편)
- 노리코의 식탁 - 후키이시 카즈에 수상

### 남우주연상(장편)
- 아담스 애플 - 율리히 톰센 수상

### 감독상(장편)
- 스톰 - Bjorn Stein 수상

### 푸르지오 관객상
- 노리코의 식탁 - 소노 시온 수상

### 심사위원 특별상(장편)
- 세브란스 - 크리스토퍼 스미스 수상

### 어린이 특별상
- 토리와 래비 - 최재진 수상

### 심사위원상(단편)
- 커팅 에지 - 그레고리 모랭 수상

### 관객상(단편)
- 열쇠공 - 박재홍 수상

### 대상(단편)
- 바람의 속삭임 - 요한 글루아구엔 수상

### 특별언급
- 디데이 - 김은경 수상

### EFFFF 아시아 영화상
- 메이드 - 하녀의 저주 - Kelvin Tong 수상

### 부천 초이스(장편)
- 아파트 - 안병기
- 공포의 미로 - Brian Avenet-Bradley
- 프로스트바이트 - Anders Banke
- 고스트 발렌타인 - 유틀럿 시파팍
- 삼거리 무스탕 소년의 최후 - 남기웅
- 노리코의 식탁 - 소노 시온

### 부천 초이스(단편)
- 지옥 - 2개의 삶 - 연상호
- 악몽 - 김철
- 스토리텔러 - 이소현
- 도쿄 천사 - Toshiro Sonodo
- 케이-세븐 - Christopher Leone
- 와이프 아웃 - 얀-피에터 반 아이젠돈 외
- 축제날 - 세드릭 하차드 외

### 금지구역
- 바르도 - Tay-jou Lin
- 칼리의 저주 - Andreas Marschall
- 꽃과 뱀 - 이시이 다카시
- 디스트릭티드 - 제한해제 - 매튜 바니 외
- 리커 - 데이브 페인

### 판타스틱 단편 걸작선
- 선잠 - 안주영
- 일격 - 현문섭
- 시원하시죠? - 손승웅
- 달콤한 남자 - Marcos Sanchez
- 흰고래 이야기 - 김경률
- 스폰서의 한마디 - 보이체흐 로렌
- 애니멀 - 타투 포자비르타
- 사과 - 문형모
- 그녀의 핵주먹 - 선지연
- 보조거울 - 손봉수
- 깽값 - 김정욱
- 칼리토폴리스 - 루이스 니에토
- 수업 - 다니엘레 카스켈라
- 피부 가까이 - Amanda Adolfsson
- 클라우드 레이니 - 권아름
- 코인사이드 - 김세명 외
- 브라더스 - CV 브라더스 - 조세헌 외
- 탐정 62호 - 권혁재
- 어릿광대 - 일라이어스 마타르
- 브로드웨이 - 매튜 만토바니
- 소요 - 마우로 다디오
- 인형 639 - 안드라스 데시 외
- 에스대 가자 - 공혜선
- 처음 듣는 이야기 - 페데 알바레즈
- 에너지 헌터 - 알베르트 아리차
- 천국의 에스컬레이터 - 장철수
- 픽서 - 문진영
- 포가튼 랭귀지 - 이학수
- 우리들의 신 - 미칼 페퍼 외
- 안녕 - Shinya Okada
- 동면 - John Williams4
- 막가는 신혼여행 - 바니 리히텐슈타인
- 이만큼만 가져갈게 - 성새론
- 내 마음 속에 - 미켈레 파스트렐로
- 마지막 축제 - 최성영
- 잠재적 슬픔 - 김시헌
- 운수 좋은 날 - 이한종
- 마에스트로 - 게자 M. 토트
- 머터니티 블루 - 야마모토 슌스케
- 메바나 - 다니엘 발렌틴
- 탈 - 이정훈
- 거울 장치 - 지그프리드 A. 프르아우프
- 모프 - 김현석
- 사탕이 필요해 - 홍기욱
- 야간 근무 - 젬마 버딧
- 할매, 똥 쌌다 - 이주영
- 올리 - Jack Rath
- 기회주의자 - 테무 니키
- 이남이녀 - 성시흡
- 파미나 - 렌조 자넬리
- 기억의 조각을 모아서 꿈을 장식하며 잠들어요 - 홍지현
- 제거 작전 - 정우진
- 회귀 - 이준영 외
- 소금비 - 심갑섭
- 낙서 - 파이잘 A. 퀴레시
- 베일의 그림자 - 아르노 드뮝크
- 그녀가 없습니다 - 임예현
- 그녀가 말하길 - 린춘화
- 이웃 사이 - 구스타보 타레토
- 피를 아끼면 아이 버린다 - 빅토르 오로츠코
- 스타플라이 - 베릴 쾰츠
- 달콤한 소금 - 카트리나 아싸나소풀루
- 시계태엽 인형들의 노래 - 카티아 페레즈
- 부서진 마음 - 앙투아네트 카루나
- 오렌지의 올바른 사용법 - 오카다 마리
- 곰장어 아빠 - 송도경
- 허수아비의 전설 - 마르코 베사스
- 사서의 복수 - 산티아고 델라페
- 망둥어 - 반주원
- 돌보지 않는 아름다움 - 신예슬
- 또다른 실리아 - 존 노츠
- 보통 사람들 - 권만기
- 레드 슈 - 매그너스 프레드릭손
- 눈의 여왕 - 데니시카 에스텔하지
- 우주의 기억장치 - 최광호
- 여름이 끝나가다 - 나광원
- 탁구의 길 - 엘리 크레이그
- 고자질하는 심장 - 라울 가르시아
- 더 이상 함께하지 않는다 - 프란시스코 오르바냐노스
- 속삭임 - 김기현
- 필라는 누구? - 안드레아 아페티토 외
- XX, XY & ? - 최재영
- 토리와 래비 - 최재진
- 깜순이 - 권혁민
- 스토리텔러 - 이소현
- 악몽 - 김철
- 열쇠공 - 박재홍
- 외박 - 이종윤
- 지옥 - 2개의 삶 - 연상호
- 키즈북 이즈 - 박성호

### 월드 판타스틱 시네마
- 마스터즈 오브 호러 에피소드 1 - 마운틴 로드 - 돈 코스카렐리
- 마스터즈 오브 호러 에피소드 2 - 마녀의 집 - 스튜어트 고든
- 마스터즈 오브 호러 에피소드 3 - 죽은 자의 춤 - 토브 후퍼
- 마스터즈 오브 호러 에피소드 4 - 제니퍼 - 다리오 아르젠토
- 마스터즈 오브 호러 에피소드 5 - 초콜릿 - 믹 가리스
- 마스터즈 오브 호러 에피소드 6 - 병사들의 귀환 - 죠 단테
- 마스터즈 오브 호러 에피소드 7 - 사슴 여인 - 존 랜디스
- 마스터즈 오브 호러 에피소드 8 - 담배 자국 - 존 카펜터
- 마스터즈 오브 호러 에피소드 9 - 저주의 금발머리 - 윌리엄 말론
- 마스터즈 오브 호러 에피소드 10 - 식 걸 - 럭키 맥키
- 마스터즈 오브 호러 에피소드 11 - 지옥행 히치하이커 - 래리 코헨
- 마스터즈 오브 호러 에피소드 12 - 헤켈의 공포 - 존 맥노튼
- 마스터즈 오브 호러 에피소드 13 - 임프린트 - 미이케 다카시
- 9/10 - 마사토시 도조
- 일레븐 맨 아웃 - 로버트 I. 더글러스
- 천국으로 가는 여행 - 발타자르 코루마쿠르
- 겨울 이야기 - 신상옥
- 겨울 여자 - 리처드 잡슨
- 아 마키나 - 조아오 팔사웅
- 아난다바드람 - 산토시 시반
- 애니 프란체스카 - 박대열
- 오토버스 - Philippe Aractingi
- 비 브레이커스 - 김현성
- 코곤 - 리코 마리아 일라드
- 블랙 키스 - 테즈카 마코토
- 블러드 딥 - Todd S. Kniss
- 도기 인형의 공포 - 장 지아베이
- 낯선 여인과의 하룻밤 - 한스 카노사
- 2월 29일 - 어느날 갑자기 첫번째 이야기 - 정종훈
- 파이어크래커 - 스티브 볼더슨
- 네번째 층 - 어느날 갑자기 두번째 이야기 - 권호영
- 러브 러브 프라하 - 플립 랜크
- 고스트 오브 매낙 - 마크 듀필드
- 골포스트와 립스틱 - Bernard Chauly
- 그리즐리 맨 - 베르너 헤어조크
- 샐비지 - 제프리 크룩 외
- 해피 엔드 - 다니엘 스티글리츠
- 천국의 문 - 이마드 나우리 외
- 고립 - 빌리 오브라이언
- 망가 라티나 킬러 - 엔리케 베라 빌라누에바
- 미트볼 머신 - 야마구치 유다이
- 심야 영화 - 스튜어트 사무엘스
- 미노타우르 - 조나단 잉글리쉬
- 머크 - Jannik Johansen
- 닌 - Jonas Elmer
- 오프 스크린 - Pieter Kuijpers
- 퍼펙트 텐 - Jayson Rothwell
- 피나타스 더 무비 - 앨런 베스트
- 퍼즐헤드 - 제이스 베이
- 래프터스 - 케럴 야나크
- 리스타트 - Julius Sevcik
- 생 마르티르의 저주 - Robin Aubert
- 돈가스 천국 - Martin Koolhoven
- 디지털 다세포 소녀 - 유정현 외
- 시노비 - Ten Shimoyama
- 스트립 마인드 - Frank Geiger
- 실험대상 2호 - Philip Chidel
- 괴담 - 노부히로씨의 저주 - 토요시마 케이스케
- 햄스터 케이지 - 래리 켄트
- 롱 시즌 레뷰 - Kensuke Kawamura
- 생존 게임 - Marcelo Pineyro
- 같은 달을 보고 있다 - 후카사쿠 킨지
- 무서운 여자 - 아마미야 케이타
- 버진 로즈 - 마뉴엘 구티에레즈 아라곤
- 악의 꽃 - 토리코
- 북의 영년 - 유키사다 이사오
- 좀비 킹 - Stacey Case

### 패밀리 판타
- 이브와 파이어 호스 - Julia Kwan
- 한 여름의 꿈(영어판) - Manolo Gomez
- 비욘드 러브 - 수바시 가이
- 고양이 맷 - Rene Vilbre
- 보니와 코끼리 - Martin Koolhoven
- 윙키의 말 - Mischa Kamp

### 키즈 판타
- 우리 엄마는 영웅 - Kaisa Penttila
- 키즈북 이즈 - 박성호
- 대중탕 - 홍인표

### 오픈 씨네 퍼레이드
- 밴드 웨곤 - 빈센트 미넬리
- 스카라무슈 - 조지 시드니
- 애수 - 머빈 르로이

### 판타스틱 신상옥
- 백사 부인 - 신상옥
- 다정불심 - 신상옥
- 꿈 - 신상옥
- 천년호 - 신상옥
- 이조괴담 - 신상옥
- 반혼녀 - 신상옥

### 왕우 특별전
- 의리의 사나이 외팔이 - 장철
- 금연자 - 장철
- 용호의 결투 - 왕우
- 마소진보형구 - 정선새
- 독비권왕 대 파혈적자 - 왕우

### 코리안 디렉터스 컷
- 바보들의 행진 - 하길종
- 어둠의 자식들 - 이장호
- 난장이가 쏘아올린 작은 공 - 이원세
- 구로 아리랑 - 박종원

### 컬트의 왕 이시이 데루오
- 황색지대 - 이시이 테루오
- 흑색지대 - 이시이 테루오
- 섹시지대 - 이시이 테루오
- 꽃과 태풍과 갱 - 이시이 테루오
- 아바시리 번외지 - 이시이 테루오
- 공포 기형 인간 - 이시이 테루오
- 포르노 시대극 망팔무사도 - 이시이 테루오
- 겐센칸 주인 - 이시이 테루오
- 네지시키 - 이시이 테루오
- 지옥 - 이시이 테루오

### 이탈리아 공포전
- 블랙 사바스 - 마리오 바바 외
- 흡혈귀 행성 - 마리오 바바
- 죽은 신경의 경련 - 마리오 바바
- 일섬의 비너스 - 마리오 바바 외
- 마카브로 - 램베르토 바바
- 데몬스 - 램베르토 바바
- 고문자 - 램베르토 바바
- 고스트 선 - 램베르토 바바

### 자크 타티의 모던 코미디
- 잔칫날 - 자크 타티
- 윌로씨의 휴가 - 자크 타티
- 나의 아저씨 - 자크 타티
- 플레이타임 - 자크 타티
- 트래픽 - 자크 타티
- 퍼레이드 - 자크 타티
- 왼쪽을 주의하라 - 자크 타티
- 포르자 바스티아 - 자크 타티
- 우체부 학교 - 자크 타티

### 프리츠 랑 콘서트
- 거미(영어판) - 프리츠 랑
- 니벨룽의 노래 - 프리츠 랑
- 메트로폴리스 - 프리츠 랑
- 스파이 - 프리츠 랑
- 엠 - 프리츠 랑
- 마부제 박사 2 - 프리츠 랑

### 은막의 천사 오드리 헵번
- 로마의 휴일 - 윌리엄 와일러
- 티파니에서 아침을 - 블레이크 에드워즈
- 샤레이드 - 스탠리 도넌
- 마이 페어 레이디 - 조지 큐커
- 백만달러의 사랑 - 윌리엄 와일러
- 어두워질 때까지 - 테렌스 영

### 뉴질랜드 특별전
- 소년 죠나시 - Yvonne Mackay
- 데몬스 - 글렌 스텐드링
- 할아버지는 뱀파이어 - David Blyth
- 우든헤드 - 플로리다 하빅트